# 烏盧格科利湖
53°48′31″N 90°39′59″E / 53.80861°N 90.66639°E
烏盧格科利湖（俄语：Улугколь），是俄羅斯的湖泊，位於該國南部哈卡斯共和國，長5公里、寬2公里，面積7平方公里，海拔高度479米，平均水深1米，最大水深2米。